# Cominella alertae
Cominella alertae là một loài predatory deepwater ốc biển, là động vật thân mềm chân bụng sống ở biển trong họ Buccinidae, the true whelks.